# Hamish Kerr
Hamish Kerr (n. 17 august 1996, Dunedin, Noua Zeelandă) este un săritor în înălțime ce a reprezentat Noua Zeelandă, medaliat olimpic. A participat la 2 ediții ale Jocurilor Olimpice (2020, 2024) în care a câștigat o medalie de aur.

## Palmares
| An   | Competiție                  | Locație                 | Loc | Note   |
| ---- | --------------------------- | ----------------------- | --- | ------ |
| 2017 | Universiada                 | Taipei, Taiwan          | 13  | 2,10 m |
| 2019 | Campionatul Oceaniei        | Townsville, Australia   | 1   | 2,30 m |
| 2019 | Universiada                 | Napoli, Australia       | 12  | FR     |
| 2019 | Campionatul Mondial         | Doha, Qatar             | 23  | 2,22 m |
| 2021 | Jocurile Olimpice           | Tokio, Japonia          | 10  | 2,30 m |
| 2022 | Campionatul Mondial în sală | Belgrad, Serbia         | 3   | 2,31 m |
| 2022 | Campionatul Oceaniei        | Mackay, Australia       | 1   | 2,24 m |
| 2022 | Campionatul Mondial         | Eugene, Statele Unite   | 14  | 2,25 m |
| 2023 | Campionatul Mondial         | Budapesta, Ungaria      | 19  | 2,22 m |
| 2024 | Campionatul Mondial în sală | Glasgow, Marea Britanie | 1   | 2,36 m |
| 2024 | Jocurile Olimpice           | Paris, Franța           | 1   | 2,36 m |
| 2025 | Campionatul Mondial în sală | Nanjing, China          | 2   | 2,28 m |